# Ankylosaurus
 Ankylosaurus  ist eine Gattung aus der Gruppe der Vogelbeckensaurier (Ornithischia) aus der Oberkreide Nordamerikas. Er ist Namensgeber und gleichzeitig einer der größten und jüngsten Vertreter der Ankylosauria.

## Merkmale
Ankylosaurus erreichte eine Länge von 8 bis 9 Metern und ein geschätztes Gewicht von 3,5 Tonnen. Wie alle Ankylosaurier war er ein quadrupeder (sich auf allen vieren fortbewegender) Dinosaurier, dessen stämmige Füße in breiten Hufen endeten. Die Hinterbeine waren etwas länger als die Vorderbeine.

### Panzerung und Schwanzkeule

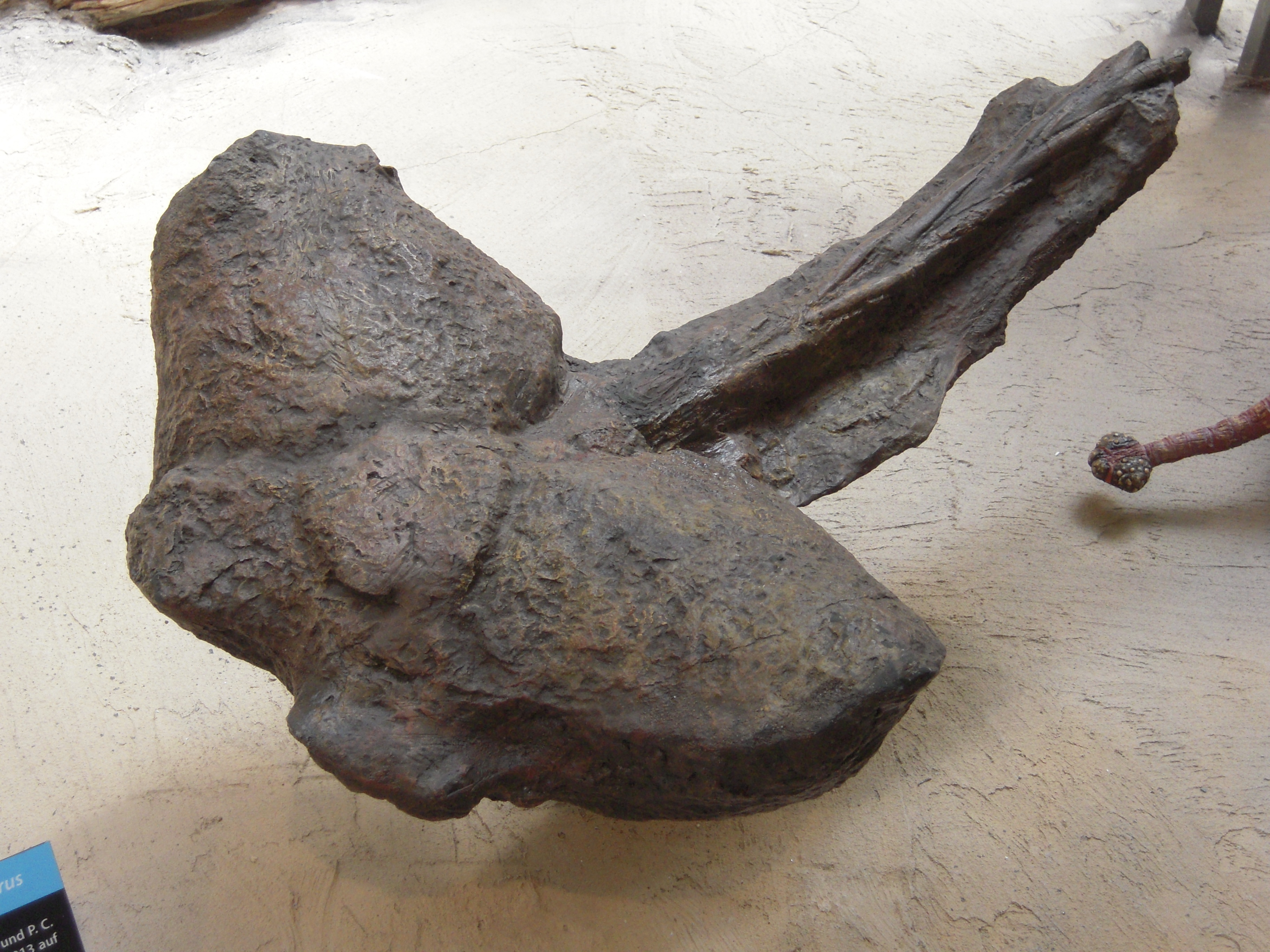
Schwanzkeule von Ankylosaurus magniventris

Wie alle Ankylosaurier wies er auf seinem Rumpf eine Panzerung aus Knochenplatten (Osteodermen) auf, die ihn gegen Angreifer schützte. Diese Knochenplatten waren in die Haut eingelassen und variierten erheblich in der Größe, es gab breite, flache Platten und schmale, runde Höcker. Diese Platten waren in horizontalen Reihen an Nacken, Rumpf und Hüfte des Tieres angebracht, wobei die kleinen Höcker die Stellen zwischen den Platten schützten. Zusätzlich könnten auch die Gliedmaßen und der Schwanz von kleinen Platten geschützt gewesen sein.
Der Schwanz von Ankylosaurus endete wie der der meisten Vertreter der Ankylosauridae in einer knöchernen Schwanzkeule. Sie war mit den letzten Schwanzwirbeln verbunden, und starke Sehnen sorgten für die Beweglichkeit dieser Keule, die sogar Knochen zerschmettern und vermutlich zur Verteidigung eingesetzt werden konnte.

### Schädel

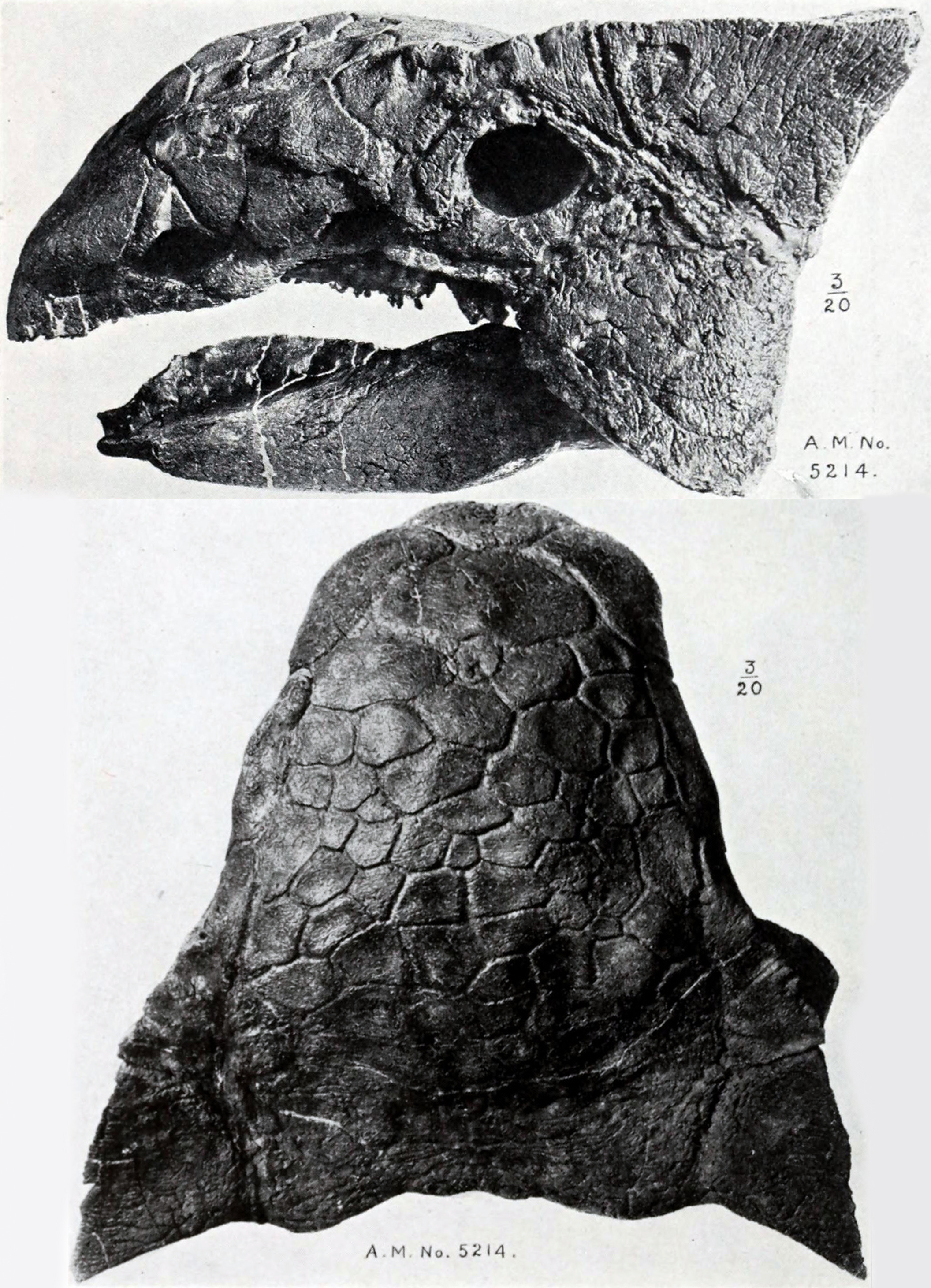
Schädel eines Ankylosaurus aus der kanadischen Provinz Alberta

Der Schädel von Ankylosaurus war wuchtig und massiv (55 Zentimeter Länge, 70 Zentimeter Breite) und beherbergte wie bei allen Ankylosauriern ein nur sehr kleines Gehirn. Die Schnauze endete in einem breiten, zahnlosen Hornschnabel. Die Zähne waren relativ klein und blattförmig und an eine pflanzliche Ernährung angepasst. Auch die Oberseite des Schädels war mit Knochenplatten bedeckt, selbst die Augenlider wurden von zwei Platten geschützt. Am Hinterkopf trug er zwei nach hinten ragende Hörner, auch an jeder Wange ragte ein hornartiger Auswuchs heraus.

## Lebensweise
Aus dem kleinen Gehirn schließen Forscher auf ein eingeschränktes Verhaltensrepertoire. Die Tiere dürften überwiegend Einzelgänger gewesen sein. Möglicherweise waren sie aber zeitweilig auch mit anderen Pflanzenfressern in Herden locker vergesellschaftet oder schlossen sich ihnen für Wanderungen an.
Der Körperbau war nicht auf schnelle Bewegungen ausgerichtet. Ankylosaurus war kein Fluchttier und verteidigte sich vermutlich, indem er sich flach auf den Boden drückte, um dem Angreifer nur seinen Panzer und nicht seine weiche Unterseite zu präsentieren. Wenn der Angreifer in Reichweite war, könnte er mit seiner Schwanzkeule angegriffen haben. Die starke Panzerung und die Schwanzkeule könnten aber auch bei Kämpfen der Artgenossen untereinander wichtig gewesen sein. Die hohe Stabilität der Knochenplatten könnte auch zur Abwehr von Schwanzkeulenschlägen von Artgenossen, etwa beim Kampf um das Paarungsvorrecht gedient haben.
Ankylosaurus war wie alle Ankylosaurier ein Pflanzenfresser. Die kleinen Zähne waren nicht für ein gründliches Kauen geeignet, weswegen die weitere Zersetzung der Nahrung im großen Verdauungstrakt stattfand.

## Entdeckung und Benennung
Fossile Funde von Ankylosaurus wurden in Nordamerika entdeckt, die Gattung wurde von Barnum Brown erstbeschrieben. Der Name bedeutet „gebogene“ oder „versteifte Echse“, einzige Art und somit Typusart ist A. magniventris. Funde sind bislang aus Montana und Wyoming in den USA sowie Alberta in Kanada bekannt. Es wurden drei vollständige Schädel sowie Teile des postkranialen Skeletts gefunden, Teile des Körperbaus von Ankylosaurus sind aber nicht bekannt. Die Funde werden in die obere Kreidezeit (spätes Maastrichtium) auf ein Alter von 69 bis 66 Millionen Jahre und damit unmittelbar vor dem Aussterben der Dinosaurier datiert.

## Systematik
Ankylosaurus zählt innerhalb der Ankylosauria zu den Ankylosauridae. Gemeinsam mit Euoplocephalus, einem ebenfalls aus Nordamerika bekannten, etwas älteren Dinosaurier, bildet er eine unbenannte Klade innerhalb der Ankylosaurinae, der höher entwickelten Ankylosauridae.